# Gabriel Pereira
Gabriel Pereira dos Santos, né le 1er août 2001 à São Paulo, est un footballeur brésilien qui joue au poste d'attaquant à Al-Rayyan SC.

## Biographie
Issu du centre de formation du Guarani FC, Gabriel rejoint l'académie des Corinthians en 2018.
Gabriel fait ses débuts professionnels pour les Corinthians à l'occasion d'un match de Série A chez l'Atlético Mineiro, le 13 août 2020.
Le 28 janvier 2021, il délivre sa première passe décisive en Série A, sur la pelouse de l'Esporte Clube Bahia. Toutefois, son équipe s'incline 2-1.
Avec le New York City FC, il remporte le premier trophée de sa carrière avec la Campeones Cup en 2022.
Un an et demi après son arrivée au sein du club new-yorkais, Gabriel Pereira est transféré le 22 juillet 2023 à Al-Rayyan SC. Le montant du transfert est estimé à dix millions de dollars.

## Palmarès
New York City FC
- Vainqueur de la Campeones Cup en 2022.